# Jean Boissel
Jean Anselme Boissel (ur. 1 maja 1891, zm. 19 października 1951) – francuski architekt oraz faszystowski dziennikarz, publicysta i działacz polityczny, założyciel i przewodniczący organizacji Międzynarodowy Rasizm Faszystowski, a następnie Front Frankijski w okresie międzywojennym.
Brał udział w I wojnie światowej; był kilkakrotnie ranny. Został odznaczony m.in. Croix de guerre. Po jej zakończeniu pracował jako architekt. Jednym z jego największych projektów było zaprojektowanie szeregu nadmorskich willi w Le Touquet-Paris-Plage w departamencie Pas-de-Calais. Na pocz. lat 30. zaangażował się w działalność polityczno-publicystyczną. W 1933 r. opublikował książkę pt. "Les Croix le sang". W 1934 r. założył faszystowską organizację Międzynarodowy Rasizm Faszystowski (Racisme International Fascisme), później przemianowaną na Front Frankijski (Le Front Franc). Od 1936 r. redagował w Paryżu faszystowskie pismo "Le Réveil du peuple", będące organem prasowym Frontu. Był aktywnym działaczem antysemickiej Uniwersalnej Ligi Antyżydowskiej (la Ligue Antijuive Universelle). Nawiązał kontakty z przywódcami niemieckich nazistów. Występował silnie przeciwko lewicowemu rządowi Frontu Ludowego i premierowi Léonowi Blumowi. W październiku 1939 r. został aresztowany pod zarzutem współpracy z Niemcami i osadzony w więzieniu. Po zajęciu Francji przez wojska niemieckie w 1940 r., został 10 lipca uwolniony. Podjął kolaborację z okupantami. W poł. 1941 r. wraz z innymi głównymi kolaborantami francuskimi wszedł w skład Komitetu Centralnego LVF, prowadzącego akcję werbunkową do Legionu Ochotników Francuskich przeciw Bolszewizmowi. Pod okupacją wznowił działalność Frontu Frankijskiego, a w 1943 r. pisma "Le Réveil du peuple". Po wyzwoleniu Francji przez wojska alianckie w 1944 r., został aresztowany za kolaborację z Niemcami i skazany w czerwcu 1946 r. na karę śmierci, anulowaną 2 grudnia. Zmarł w więzieniu 19 października 1951 r.